# 真原彩
真原 彩（さなはら あや、1989年10月21日 - ）は、日本の女優、ファッションモデル。

## 出演

### CM
- 日本食研 晩餐館（2018年4月3日 - 1年間）
- アクサ生命保険 企業CM（ALL媒体、2017年9月8日 - 4クール）
- 花王「ASIENCE-MEGURI-」（ALL媒体、2016年7月1日 - 12月31日）
- mobcast「モバプロ」（ムービーALL/WEB、2016年3月29日 - 6月28日）

### 広告
- 花王「キュレル」（2018年4月 - 1年間）
- docomo healthcare（WEB/リーフレット/プレス資料、2016年3月31日 - ）